# Wild (EP của Troye Sivan)
Wild là đĩa mở rộng thứ tư của nam ca sĩ-nhạc sĩ người Nam Phi-Úc Troye Sivan, phát hành vào ngày 4 tháng 9 năm 2015 bởi EMI Music Australia. Đây là đĩa mở rộng thứ hai của Sivan được phát hành thông qua một hãng ghi âm lớn, sau TRXYE.
Sivan khởi động chuyến lưu diễn đầu tiên tại Hoa Kỳ có tựa đề Troye Sivan Live để hỗ trợ cho EP, sau đó mở rộng quy mô thành chuyến lưu diễn toàn cầu sau khi thông báo rằng Wild là lời giới thiệu cho album phòng thu đầu tay của anh, Blue Neighbourhood.

## Bối cảnh
Ngày 25 tháng 7 năm 2015, Sivan thông báo về đĩa mở rộng thứ tư tại VidCon và mô tả đây là một "phần mở đầu, một sự dẫn đường gồm 6 bài hát giới thiệu các bạn với tất cả âm nhạc mới sẽ phát hành trong năm 2015 mà tôi có." Ngày 13 tháng 10 năm 2015, EP được tiết lộ là một phần giới thiệu cho album phòng thu đầu tay của anh, Blue Neighbourhood.
Ba bài hát của Wild được lựa chọn để đưa vào phiên bản chuẩn của album, trong khi tất cả sáu bài hát đều được đưa vào phiên bản cao cấp. Những khán giả đã mua Wild được giảm giá khi mua Blue Neighbourhood.

## Diễn biến thương mại
| Đánh giá chuyên môn | Đánh giá chuyên môn |
| Nguồn đánh giá      | Nguồn đánh giá      |
| Nguồn               | Đánh giá            |
| ------------------- | ------------------- |
| Renowned for Sound  | [ 5 ]               |

Wild ra mắt ở vị trí thứ 5 tại Hoa Kỳ, bán được 50.000 đơn vị trong tuần đầu phát hành (trong đó có 45.000 bản là album truyền thống). EP này đã bán được 60.000 bản tại Hoa Kỳ tính đến cuối tháng 10 năm 2015. Wild đạt doanh số 97.000 đơn vị trên toàn cầu tính đến tháng 9 năm 2015.
Tại Úc, quê nhà của Sivan, Wild ra mắt ở vị trí quán quân của bảng xếp hạng, trở thành đĩa mở rộng đầu tiên đạt được thành tích này.

## Danh sách bài hát
| CD và tải kĩ thuật số | CD và tải kĩ thuật số            | CD và tải kĩ thuật số                                       | CD và tải kĩ thuật số      | CD và tải kĩ thuật số |
| STT                   | Nhan đề                          | Sáng tác                                                    | Sản xuất                   | Thời lượng            |
| --------------------- | -------------------------------- | ----------------------------------------------------------- | -------------------------- | --------------------- |
| 1.                    | "Wild"                           | Troye Sivan Alex Hope                                       | Alex Hope                  | 3:48                  |
| 2.                    | "Bite"                           | Sivan Bram Inscore Brett McLaughlin Alexandra Ashley Hughes | SLUMS Alex JL Hiew Inscore | 3:06                  |
| 3.                    | "Fools"                          | Sivan Hope Phillip "Pip" Norman                             | SLUMS Hiew Norman          | 3:40                  |
| 4.                    | "Ease" (hợp tác với Broods)      | Sivan Georgia Nott Caleb Nott                               | C. Nott                    | 3:34                  |
| 5.                    | "The Quiet"                      | Sivan Daniel Benjamin Cobbe                                 | SLUMS Hiew Dann Hume       | 3:46                  |
| 6.                    | "DKLA" (hợp tác với Tkay Maidza) | Sivan Hope Hiew Jean Capotorto Takudzwa Maidza              | SLUMS Hiew                 | 4:16                  |
| Tổng thời lượng:      | Tổng thời lượng:                 | Tổng thời lượng:                                            | Tổng thời lượng:           | 22:10                 |

## Xếp hạng
| Bảng xếp hạng (2015)                | Vị trí cao nhất |
| ----------------------------------- | --------------- |
| Album Úc (ARIA)                     | 1               |
| Album Áo (Ö3 Austria)               | 17              |
| Album Canada (Billboard)            | 6               |
| Album Đan Mạch (Hitlisten)          | 7               |
| Pháp (SNEP)                         | 96              |
| Album Ireland (IRMA)                | 5               |
| Album Ý (FIMI)                      | 48              |
| Album New Zealand (RMNZ)            | 3               |
| Album Bồ Đào Nha (AFP)              | 27              |
| Album Scotland (OCC)                | 5               |
| Album Thụy Điển (Sverigetopplistan) | 11              |
| Album Thụy Sĩ (Schweizer Hitparade) | 29              |
| Album Anh Quốc (OCC)                | 5               |
| Album Hoa Kỳ Billboard 200          | 5               |

| Bảng xếp hạng (2015) | Vị trí |
| -------------------- | ------ |
| Úc (ARIA)            | 79     |

## Lịch sử phát hành
| Quốc gia       | Ngày phát hành     | Định dạng          | Nhãn hiệu                       | Nguồn                                            |
| -------------- | ------------------ | ------------------ | ------------------------------- | ------------------------------------------------ |
| Nhiều quốc gia | 4 tháng 9 năm 2015 | CD Tải kỹ thuật số | EMI Australia Capitol Universal | [ 25 ] [ 26 ] [ 27 ] [ 28 ] [ 29 ] [ 30 ] [ 31 ] |